# قنفذي عريض الأوراق
القنفذي العريض الأوراق نوع نباتي ينتمي إلى جنس القنفذي من الفصيلة النجمية.